# Ommata aegrota
Ommata aegrota är en skalbaggsart som först beskrevs av Bates 1872.  Ommata aegrota ingår i släktet Ommata och familjen långhorningar.
Artens utbredningsområde är Nicaragua. Inga underarter finns listade i Catalogue of Life.